# 5×5 THE BEST SELECTION OF 2002←2004
《5×5 THE BEST SELECTION OF 2002←2004》是嵐的第6枚專輯，第2枚精選專輯。於2004年11月10日發行。唱片公司為J Storm。

## 解說
- 初回生產限定盤與通常盤的封套不一樣。初回盤附送DVD。DVD收錄了從出道單曲《A·RA·SHI》以至本作發售前所有的單曲的PV。通常盤的CD有Bonus Track《La tormenta 2004》。
- 繼2002年發售的《嵐 Single Collection 1999-2001》的第2張精選專輯。
- 收錄了移籍J Storm後，從2002年2月發售的《a Day in Our Life》以至2004年8月發售的《眼中的銀河/Hero》的單曲，以及部分的專輯收錄曲。
- 正如專輯標題，曲目順序是從04年追溯到02年的。因此雙A面單曲亦把第2首歌排在前頭。通常盤則於最後收錄新曲。

## 收錄曲

### CD
1. Hero
（作詞：SPIN　作曲：谷本新）
2. 眼中的銀河
（作詞・作曲：藤井郁彌）
3. 途中下車
（作詞：SPIN　作曲：森元康介）
4. RIGHT BACK TO YOU
（作詞：SPIN　Rap詞：櫻井翔　作曲：Peter Bjorklund、Joel Eriksson）
5. PIKA★★NCHI DOUBLE
（作詞：SPIN　Rap詞：櫻井翔　作曲：森元康介）
6. 比言語更重要的東西
（作詞：TAKESHI　Rap詞：櫻井翔　作曲：飯田建彦）
7. 赤腳的未來
（作詞・作曲：宮崎步）
8. Lucky Man
（作詞：尾崎雪繪　Rap詞：櫻井翔　作曲：飯田建彦）
9. Blue
（作詞・作曲：森元康介）
10. 不知所措
（作詞・作曲：大柳博夫）
11. 冬之氣息
（作詞・作曲：girls talk）
12. PIKA☆NCHI
（作詞：相田毅　作曲：谷本新）
13. 失眠的身體
（作詞：Takaaki Amamoto　作曲：Hiroshi Yamamoto）
14. 心情超讚
（作詞：戶澤暢美　作曲：飯田建彦）
15. a Day in Our Life
（作詞・作曲：SHUN SHUYA　作曲：SHUN SHUYA）
16. La tormenta 2004
（作詞・作曲：三浦隆　Rap詞：櫻井翔）
通常盤追加收錄

### DVD
1. A·RA·SHI
2. SUNRISE日本
3. 颱風世代 -Typhoon Generation-
4. 感謝感激暴風雨
5. 因為你所以我存在
6. 時代
7. a Day in Our Life
8. 心情超讚
9. PIKA☆NCHI
10. 不知所措
11. 赤腳的未來
12. 比言語更重要的東西
13. PIKA★★NCHI DOUBLE
14. 眼中的銀河
15. Hero
16. Lucky Man